# Die in Your Arms
«Die in Your Arms» (с англ. — «Умереть в твоих объятиях») — промосингл канадского певца Джастина Бибера с его третьего студийного альбома Believe. Сингл был написан и спродюсирован Родни Джеркинсом, Дэннисом Дженкинсом и Трэвисом Сэйлсом, дополнительные тексты были написаны Бибером, Томасом Лампкинсон, Келли Лампкинсон и Хербом Руни. В композиции присутствуют семплы из песни Майкла Джексона «We’ve Got a Good Thing Going». Сингл вышел 29 мая в магазине iTunes.
24 мая 2012 года Бибер объявил через Twitter, что вторым синглом с его третьего альбома станет песня «Die in Your Arms». 29 мая песня была выпущена в качестве промосингла через iTunes.
«Die in Your Arms» — это песня о всепоглощающей страсти и привязанности, что Бибер чувствует в своём любовном интересе. О чём певец и поёт в припеве: «If I could just die in your arms / I wouldn’t mind / Cause every time you touch me / I just die in your arms / It feels so right».

## Список композиций
- Цифровой сингл[2]

| №  | Название           | Длительность |
| -- | ------------------ | ------------ |
| 1. | «Die in Your Arms» | 3:57         |

## Чарты
| Чарт (2012)                              | Высшая позиция |
| ---------------------------------------- | -------------- |
| Австралия (ARIA)                         | 31             |
| Бельгия (Ultratop Валлония)              | 35             |
| Бельгия (Ultratop Фландрия)              | 47             |
| Бразилия (Billboard Brasil Hot 100)      | 95             |
| Великобритания (Official Charts Company) | 34             |
| Дания (Tracklisten)                      | 9              |
| Ирландия (IRMA)                          | 28             |
| Испания (PROMUSICAE)                     | 50             |
| Канада (Canadian Hot 100)                | 14             |
| Нидерланды (Mega Single Top 100)         | 41             |
| Новая Зеландия (RIANZ)                   | 21             |
| Норвегия (VG-lista)                      | 6              |
| США (Billboard Hot 100)                  | 17             |
| Шотландия (Official Charts Company)      | 38             |

## История релиза
| Страна | Дата        | Формат               | Лейбл                          |
| ------ | ----------- | -------------------- | ------------------------------ |
| Мир    | 29 мая 2012 | Цифровая дистрибуция | The Island Def Jam Music Group |